# Silene pungens
Silene pungens är en nejlikväxtart som beskrevs av Pierre Edmond Boissier. Silene pungens ingår i släktet glimmar, och familjen nejlikväxter. Inga underarter finns listade i Catalogue of Life.